# UUNET
UUNET era uno dei primi Internet Service Provider, per tempo ed importanza. L'azienda, fondata nel 1987, ha sede principale nel Nord Virginia. È stata la prima azienda a fornire connessioni Internet per il mondo business.
Nel 2002 è stata travolta da uno scandalo finanziario di falso in bilancio, dovendo accedere al Chapter 11; nel 2004 ha cessato l'attività con questa denominazione.